# RS-343
Pour les articles homonymes, voir Route 343.
La RS 343 est une route locale du Nord-Ouest de l'État du Rio Grande do Sul qui relie l'embranchement des BR-470 et RS-208, dans la municipalité de Barracão, à la limite avec l'État de Santa Catarina sur le río Uruguay, à celle de Sananduva, à l'embranchement avec la RS-126. Elle dessert Barracão, São José do Ouro, Cacique Doble et Sananduva, et est longue de 59,170 km. Elle partage 8 km avec la RS-477 entre São José do Ouro et Cacique Doble.